# Bangor, New South Wales
Bangor este o suburbie în Sydney, Australia.